# Rita Wilson

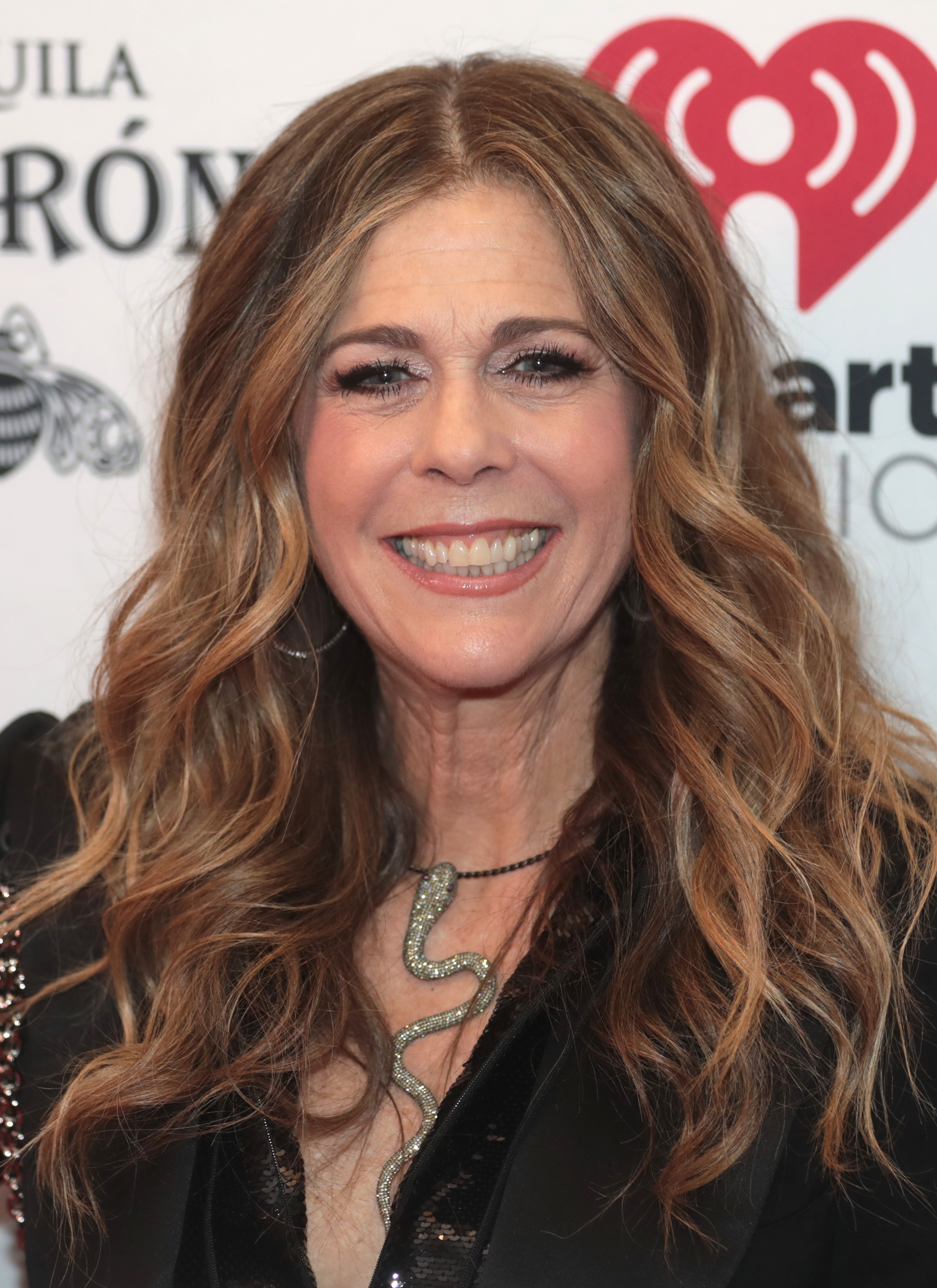
Rita Wilson (2019)

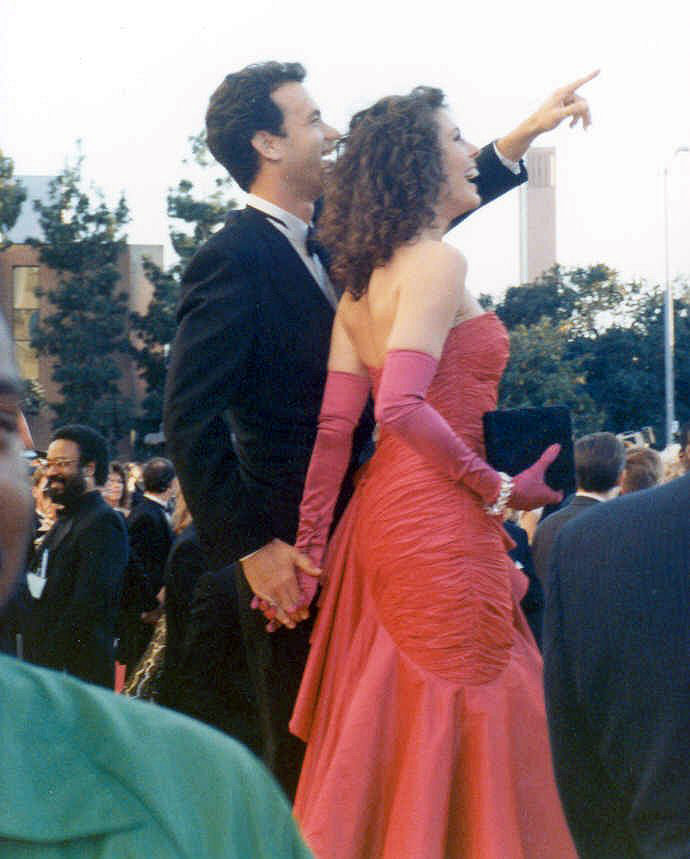
Rita Wilson mit ihrem Ehemann Tom Hanks 1989

Rita Wilson (* 26. Oktober 1956 in Los Angeles, Kalifornien als Margarita Ibrahimova) ist eine griechisch-US-amerikanische Schauspielerin, Sängerin und Filmproduzentin.

## Laufbahn
Wilson spielte in der Komödie Alles hört auf mein Kommando (1985) neben Tom Hanks und John Candy eine der größeren Rollen, in der Komödie Lifesavers – Die Lebensretter (1994) trat sie neben Steve Martin auf. Im Film Now and Then – Damals und heute (1995) spielte sie neben Gaby Hoffmann, Thora Birch, Christina Ricci, Demi Moore und Melanie Griffith, in der Komödie Versprochen ist versprochen (1996) neben Arnold Schwarzenegger. Sie spielte in der Komödie Die Braut, die sich nicht traut die Rolle von Ellie Graham, der Chefin und ehemaligen Ehefrau von Ike Graham, den Richard Gere spielte.
Als Produzentin war sie verantwortlich für den Kinoerfolg My Big Fat Greek Wedding – Hochzeit auf griechisch (2002) und die Fernsehserie My Big Fat Greek Life (2003).
2015 spielte Wilson an der Seite von Larry David in der Broadwayaufführung von Davids Stück Fish in the Dark die weibliche Hauptrolle.
Wilson betätigt sich auch als Sängerin und hat zwei Alben veröffentlicht: AM/FM (2012) und Rita Wilson (2016).
Am 29. März 2019 wurde sie mit dem 2659. Stern auf dem Hollywood Walk of Fame geehrt.

## Privates
Der Vater von Rita Wilson war bulgarischer, ihre Mutter griechischer Abstammung. Die Familie änderte den Nachnamen von Ibrahimov (bzw. Ibrahimoff) in Wilson, nach der Straße, in der sie wohnte. Wilson ist seit April 1988 mit Tom Hanks verheiratet und hat mit ihm zwei Söhne, Chet (* 4. August 1990) und Truman (* 26. Dezember 1995). Sie ist zudem die Stiefmutter der zwei Kinder aus Hanks’ erster Ehe. Seit dem 27. Juli 2020 sind Wilson und ihr Ehemann Tom Hanks griechische Staatsbürger. Beide besitzen seit Jahren ein Haus auf der Insel Antiparos. Ihr Bruder Chris Wilson komponierte die Musik für den Film My Big Fat Greek Wedding.
Im April 2015 unterzog sich Wilson aufgrund eines invasiven lobulären Mammakarzinoms einer beidseitigen Brustamputation.

## Filmografie (Auswahl)

### Schauspielerin
- 1966: Sag niemals ja (Spinout)
- 1972: Drei Mädchen und drei Jungen (The Brady Bunch, Fernsehserie, eine Folge)
- 1974: Abenteuer der Landstraße (Movin’ On, Fernsehserie, eine Folge)
- 1977: Lou Grant (Fernsehserie, eine Folge)
- 1979: Hawaii Fünf-Null (Hawaii Five-0, Fernsehserie, eine Folge)
- 1979: The Day It Came to Earth
- 1980: Noch mehr Rauch um überhaupt nichts (Cheech and Chong's Next Movie)
- 1982: Mr. Merlin (Fernsehserie, eine Folge)
- 1982: M*A*S*H (Fernsehserie, zwei Folgen)
- 1982–1983: Happy Days (Fernsehserie, zwei Folgen)
- 1983: Herzbube mit zwei Damen (Three’s Company, Fernsehserie, eine Folge)
- 1985: Alles hört auf mein Kommando (Volunteers)
- 1986: Wer ist hier der Boss? (Who’s the Boss?, Fernsehserie, eine Folge)
- 1988: CBS Summer Playhouse (Fernsehserie, eine Folge)
- 1988: Die besten Jahre (Thirtysomething, Fernsehserie, eine Folge)
- 1989: Das Model und der Schnüffler (Moonlighting, Fernsehserie, eine Folge)
- 1989: Teen Witch (Teen Witch)
- 1989–1990: Der Nachtfalke (Midnight Caller, drei Folgen)
- 1990: Sinners
- 1990: Sisters (Fernsehfilm)
- 1990: Fegefeuer der Eitelkeiten (The Bonfire of the Vanities)
- 1991: Geschichten aus der Gruft (Tales from the Crypt, Fernsehserie, eine Folge)
- 1993: Der Konzern (Barbarians at the Gate, Fernsehfilm)
- 1993: Schlaflos in Seattle (Sleepless in Seattle)
- 1994: Lifesavers – Die Lebensretter (Mixed Nuts)
- 1995: Now and Then – Damals und heute (Now and Then)
- 1996: Haus der stummen Schreie (If These Walls Could Talk, Fernsehfilm)
- 1996: That Thing You Do!
- 1996: Versprochen ist versprochen (Jingle All the Way)
- 1998: Verrückt nach dir (Mad About You, Fernsehserie, eine Folge)
- 1998: From the Earth to the Moon (Miniserie, drei Folgen)
- 1998: Psycho
- 1999: Invisible Child (Fernsehfilm)
- 1999, 2001: Frasier (zwei Folgen)
- 1999: Die Braut, die sich nicht traut (Runaway Bride)
- 1999: An deiner Seite (The Story of Us)
- 2001: Perfume
- 2001: The Glass House
- 2001: Lass es, Larry! (Curb Your Enthusiasm, Fernsehserie, eine Folge)
- 2002: Auto Focus
- 2003: Expedition der Stachelbeeren (The Wild Thornberrys, Fernsehserie, eine Folge, Stimme)
- 2004: Raise Your Voice – Lebe deinen Traum (Raise Your Voice)
- 2005: The Chumscrubber – Glück in kleinen Dosen (The Chumscrubber)
- 2006: Beautiful Ohio
- 2009: My Big Fat Greek Summer (My Life in Ruins)
- 2009: Wenn Liebe so einfach wäre (It’s Complicated)
- 2009: Old Dogs – Daddy oder Deal (Old Dogs)
- 2011: Larry Crowne
- 2011: Von der Kunst, sich durchzumogeln (The Art of Getting By)
- 2011: Law & Order: Special Victims Unit (Fernsehserie, eine Folge)
- 2011–2014: Good Wife (The Good Wife, Fernsehserie, sechs Folgen)
- 2012: Body of Proof (Fernsehserie, eine Folge)
- 2012: Jewtopia
- 2013–2017: Girls (Fernsehserie, sieben Folgen)
- 2014: Dawn Patrol (Stranded)
- 2015: Kiss Me
- 2015: Full Cicle (Fernsehserie, fünf Folgen)
- 2016: Brother Nature
- 2016: My Big Fat Greek Wedding 2
- 2018: Gloria – Das Leben wartet nicht (Gloria Bell)
- 2019: Emmett
- 2020: Love Is Love Is Love
- 2021: The Masked Singer (Fernsehsendung, Gastjurorin, eine Folge)
- 2022: 1883 (Fernsehserie, eine Folge)
- 2022: Kimi
- 2023: Asteroid City
- 2025: Too Much (Fernsehserie, 7 Folgen)

### Produzentin
- 2002: My Big Fat Greek Wedding – Hochzeit auf griechisch (My Big Fat Greek Wedding)
- 2003: My Big Fat Greek Life (Fernsehserie, eine Folge)
- 2004: Connie und Carla (Connie and Carla)
- 2008: Mamma Mia!
- 2009: My Big Fat Greek Summer (My Life in Ruins)
- 2016: My Big Fat Greek Wedding 2
- 2018: Mamma Mia! Here We Go Again
- 2022: Ein Mann namens Otto (A Man Called Otto)

## Auszeichnungen und Nominierungen
Gewonnen
- 1999: Golden Satellite Award als Beste Nebendarstellerin in einer Miniserie oder Fernsehfilm für From the Earth to the Moon
- 2003: Visionary Award (PGA Awards) für My Big Fat Greek Wedding
- 2009: NBR Award in der Kategorie „Best Acting by an Ensemble“ für It's Complicated (geteilt mit Kollegen)

Nominiert
- 2003: PGA-Award-Nominierung in der Kategorie „Outstanding Producer of Theatrical Motion Pictures“ für My Big Fat Greek Wedding (geteilt mit Tom Hanks und Gary Goetzman)